# Sete Quedas (Mato Grosso do Sul)
Sete Quedas, amtlich Município de Sete Quedas, ist eine 1980 gegründete Stadt des brasilianischen Bundesstaates Mato Grosso do Sul in der Region Zentral-West. Sie ist 470 km von der Hauptstadt Campo Grande entfernt und Grenzstadt zu Paraguay. Die Bevölkerungszahl wurde zum 1. Juli 2018 auf 10.812 Einwohner geschätzt, Setequedenser (portugiesisch setequedenses) genannt, die auf einem Gebiet von rund 826 km² leben. Die Bevölkerungsdichte liegt bei rund 12 Personen pro km². Der städtisch bebaute Raum umfasst lediglich 2,5 km².

## Geographie
Landschaft und Klima sind die des brasilianischen Cerrado. Es herrscht subtropisches Klima, nach der Klimaklassifikation nach Köppen und Geiger Cfa.  Die Höhe über Meeresspiegel beträgt 407 Meter. Der Ort steht unter dem Einfluss des nördlichen Rio-de-La-Plata-Beckens. Das Biom ist das der Mata Atlântica.
Umliegende Orte sind Tacuru, Paranhos, Japorã und Corpus Christi in Paraguay.

## Geschichte
Der Ort ist das Resultat eines Kolonisierungsprojektes von 1973 des Instituto Nacional de Colonização e Reforma Agrária (INCRA). Er wurde zunächst durch das Gesetz Nr. 3.765 vom 30. Juni 1976 zu einem Bezirk erhoben, dem Distrito de Sete Quedas, und lag in Mato Grosso. Das Município entstand durch das Gesetz Nr. 73 vom 13. Mai 1980 und war nunmehr Teil des neuen Bundesstaates Mato Grosso do Sul, aber erst nach erforderlichen Wahlen für Stadtrat und Bürgermeister wurde der Ort am 22. Juni 1981 inauguriert und selbständig.

## Stadtverwaltung
Exekutive: Bei der Kommunalwahl 2016 wurde Francisco Piroli Stadtpräfekt (Bürgermeister) für die Amtszeit von 2017 bis 2020. Er ist Mitglied des Partido da Social Democracia Brasileira (PSDB).
Die Legislative liegt bei einem 9-köpfigen Stadtrat, den vereadores der Câmara Municipal, 2017 lag die Präsidentschaft bei Paulo Chagas (PR).
Die Gemeinde bildet einen Gesamtdistrikt.

## Bevölkerung
Quelle: IBGE (Angaben für 2018 sind lediglich Schätzungen). 26 % der Bevölkerung waren 2010 Kinder und Jugendliche bis 15 Jahre. 83,25 % lebten 2010 im städtischen und 16,75 % im weitläufigen ländlichen Raum. Die Analphabetenquote lag 2010 bei den Erwachsenen über 25 Jahren noch bei 23,4 %.
Bevölkerungsentwicklung:

## Wirtschaft
Die Haupteinnahmequellen sind Rinderzucht, Sojabohnen, Mais und Maniok.

## Lebensstandard
Der Index der menschlichen Entwicklung für Städte, abgekürzt HDI (portugiesisch: IDH-M), lag 1991 bei dem niedrigen Wert von 0,393, im Jahr 2010 bei dem als mittel eingestuften Wert von 0,614.